# Pejzaż horyzontalny
Pejzaż horyzontalny – polski film obyczajowy z 1978 roku, w reżyserii i według scenariusza Janusza Kidawy..
Sceny plenerowe kręcono w Dąbrowie Górniczej i na terenie kopalni w Bełchatowie.
Film otrzymał nominację do nagrody Złote Lwy na Festiwalu Polskich Filmów Fabularnych w Gdańsku w 1978.

## Treść
Trzej robotnicy – Student, Tytus i Kędzior, mieszkają na prywatnej kwaterze. Właśnie trwa budowa wielkiego zakładu. Każdy z nich znalazł się tutaj z innego powodu. Student przerwał naukę i uciekł spod kurateli zamożnych rodziców, Tytus w przeszłości był na bakier z prawem, a Kędzior uciekł od żony. Ich kierownikiem jest inżynier Kołecki, który jest nie tylko odpowiedzialny za przebieg robót, ale także za nadużycia i marnotrawstwo – w rezultacie zostaje zwolniony z dotychczas zajmowanego stanowiska. Ostatecznie trzej przyjaciele decydują się pozostać w zakładzie, który budowali od podstaw.

## Obsada
- Mieczysław Hryniewicz – Student
- Jarosław Kopaczewski – Tytus
- Wiesław Wójcik – Kędziorek „Kędzior”
- Tadeusz Madeja – kierownik Kołecki
- Jacek Maziarski – inżynier Żarnecki
- Bogusz Bilewski – chuligan
- Jerzy Cnota – Cyferblat
- Jan Pietrzak – przewodniczący komisji dyscyplinarnej
- Stanisław Manturzewski – psycholog
- Stefan Paska – robotnik
- Halina Wyrodek – żona Kędziorka
- Bożena Miller – Kasia
- Halina Buyno-Łoza – „babcia”, gospodyni kwaterujących chłopaków
- Jerzy Troszczyński – szuler
- Czesław Magnowski – Boliwski
- Bogusław Marczak – członek egzekutywy
- Bernard Krawczyk – sekretarz partii
- Tadeusz Teodorczyk – dyrektor
- Jerzy Staszewski – kierowca
- Maria Kaniewska – „molestowana” kobieta
- Anna Jaraczówna – kwiaciarka